# Nouveau bourg d'Oradour-sur-Glane
Ne doit pas être confondu avec le village martyr d'Oradour-sur-Glane.

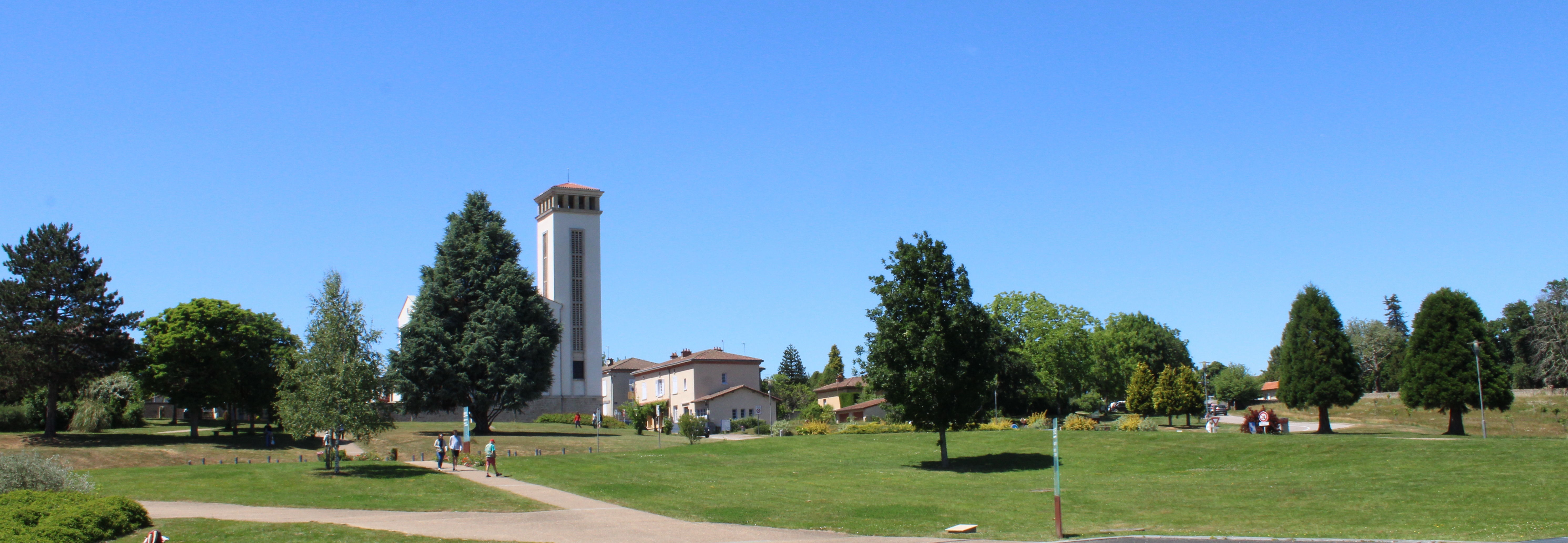
Panorama du nouveau village (entrée en venant de Limoges).

La dénomination « nouveau bourg d'Oradour-sur-Glane » désigne l'agglomération construite à proximité des ruines du bourg historique d'Oradour-sur-Glane, commune française située dans le département de la Haute-Vienne, qui est détruit par la 2e division SS Das Reich lors du massacre du 10 juin 1944.
Le chef-lieu, reconstruit entre 1947 et 1953 sous l'égide de l'État, s'étend immédiatement à l'ouest des ruines du village martyr, les deux églises, ancienne et nouvelle, n'étant distantes que d'environ 500 mètres.
Au début du XXIe siècle, le nouveau bourg, qui a poursuivi son extension au fil des décennies, s'étend sur environ 70 hectares.

## Histoire

### Contexte
Le 10 juin 1944, 643 personnes sont tuées, fusillées et brûlées vives, par la division SS « Das Reich ». Le bourg est entièrement incendié et démoli par les SS, qui reviennent pour partie le lendemain pour achever le travail de destruction du bâti et des corps. Le village meurtri est dès lors érigé en sanctuaire.
Si dès 1944, de premiers travaux de reconstruction du village sur son emplacement initial sont enclenchés, la préservation des ruines du village détruit, décidée dès l'été 1944, impose la détermination d'un nouveau lieu pour édifier un nouveau bourg destiné à accueillir les survivants et les familles des victimes du massacre, le chantier étant à la charge de l'État. Le conseil des ministres du 28 novembre 1944 acte formellement « la réédification du village ».
La visite que le général de Gaulle effectue dans le village martyr le 5 mars 1945 confirme le principe d'une reconstruction sur un nouveau site. L'action d'Adrien Tixier, ministre de l'Intérieur, originaire de Haute-Vienne, semble également déterminante.
Le 10 mai 1946, une loi votée sans débats fixe le cadre de la reconstruction du bourg. Elle acte le transfert des terrains et ruines à l'État (article 1), permet le classement de l'ensemble au titre des Monuments historiques (article 1), et entérine le principe d'une reconstruction (article 3),. Ce texte entend aussi faire d'Oradour-sur-Glane un exemple pour la France et l'étranger en matière de reconstruction successive à un conflit.

### Village provisoire
Dans les premières semaines suivant le massacre, les rescapés et leurs familles se relogent selon leurs moyens. À partir de 1946, des baraquements provisoires, édifiés par l'État, leur sont dédiés ; ils comprennent un soubassement en pierre, un vide sanitaire, deux chambres, une cuisine, un appentis et des toilettes. Trois d'entre eux accueillent la mairie, l'école et la Poste. Un café est rouvert par un ancien bistrotier revenu de détention en Allemagne. Une quinzaine de familles réside ainsi dans ce village provisoire, soit une trentaine de personnes au maximum. Une église, elle aussi en bois, est également édifiée. L'absence de personnes âgées survivantes pousse certains, désireux de recommencer une nouvelle vie, à quitter Oradour ; Robert Hébras s'installe quelque temps plus tard à Saint-Junien.

### Lancement du projet
L'Association nationale des familles de martyrs d'Oradour-sur-Glane (ANFM), qui succède début 1945 au Comité du souvenir, devient l'interlocuteur principal de l'État dans le projet de reconstruction, et assure le lien entre les autorités et les habitants, informant ces derniers de leurs droits.
La loi du 10 mai 1946 permet de lancer le chantier de reconstruction du bourg, sur des terrains repris par expropriation. Le chantier est étroitement supervisé par l'État. Pierre Paquet, inspecteur général des monuments historiques, est chargé par le Ministère de la Reconstruction et de l'Urbanisme de piloter le projet. À ses côtés, quatre architectes sont nommés pour le réaliser le projet :
- Charles Dorian, architecte en chef chargé d'établir le plan de remembrement et d'aménagement du nouvel Oradour ;
- André Campagne, qui réalise les plans de la mairie et de la poste ;
- Robert Mandon-Joly, architecte départemental des Monuments historiques, chargé du groupe scolaire, mais aussi de la conservation des ruines du village-martyr ;
- Paul Villemain, responsable des plans de l'église.

Si ces trois derniers sont originaires du Limousin, des réactions locales critiquent la mainmise de décideurs parisiens, mais aussi la présence de personnalités soupçonnées d'avoir servi sous Vichy. En conséquence, des architectes locaux (Jaloux, Sautereau, Sautour, Breuilh et Picot) sont ensuite appelés à participer eux aussi à la reconstruction, mais ils n'interviennent que pour les logements.

### Construction
La première pierre du nouveau village est posée par le président de la République Vincent Auriol, le 10 juin 1947. Le premier bâtiment, achevé en 1949, abrite un café-épicerie. Les travaux sont marqués par des déboires financiers, la somme avancée par l'État s'avérant initialement insuffisante pour assurer le confort moderne des logements, occasionnant le versement de soultes par les résidents, sans quoi la surface des logements aurait été réduite et les finitions inachevées. Il faut attendre les années 1960 pour que les comptes soient apurés et la situation s'apaise.
Le style de la reconstruction vise à assurer l'uniformité du nouveau bourg. Le principe du village-rue, semblable à celui de l'ancien bourg, est conservé, tout comme la présence de l'église à son entrée méridionale. La ligne de tramway, détournée du village martyr, contourne le nouveau bourg mais est rapidement supprimée, avec la fermeture du réseau, début 1949.
L'esthétique des bâtiments et de l'urbanisme, très sobre, monocolore, découle à la fois des conditions techniques de réalisation, marquées par la prédominance des techniciens dans la direction du chantier et le souci du fonctionnalisme, et de la volonté affichée d'inscrire le « deuil imposé » dans la matérialité des constructions.
Le chantier de la nouvelle église prend fin à l'été 1953. Il est marqué par la mort accidentelle d'un ouvrier, Jean-Baptiste Lagrédaillerie, père d'une victime du massacre. L'achèvement des travaux est également marqué par une alternance politique, puisque les élections municipales d'avril-mai voient la majorité sortante communiste battue par Jean Brouillaud, président de l'association nationale des familles de martyrs.
Le souvenir du chantier est fixé par une campagne photographique de la Délégation départementale de la Haute-Vienne du ministère de l'Urbanisme et de la reconstruction, dont les clichés sont conservés par les Archives départementales de la Haute-Vienne (versement 1194 W).

### Évolution du bourg
Les premières années du nouveau bourg sont marquées par l'édiction de règles strictes en matière d'aménagement et de décoration, comprenant notamment l'imposition de la couleur grise.
L'odonymie retranscrit aussi ce souci de pérenniser le deuil dans l'espace public : seule la rue principale est baptisée, rue du Dix-Juin-1944. Les autres voies portent un numéro, attribué durant le chantier par les architectes. 
Cette rigueur s'applique aussi aux manifestations. Les bals sont proscrits. Les jeunes du village doivent se rendre dans les communes voisines pour danser. C'est par le sport que l'animation regagne Oradour, notamment avec la création du Grand Prix cycliste de la Renaissance, dont la première édition se tient le 30 août 1953.
À la fin des années 1990, la création du Centre de la mémoire occasionne le réaménagement complet de l'entrée principale du bourg, en venant de Limoges, avec la création d'un carrefour giratoire. Ce chantier vient créer une véritable transition entre les deux ensembles, qui n'avait pas été pensée dans les années 1950.

## Description du bourg

### Principaux ensembles et édifices

#### Les logements
L'esthétique des pavillons est sobre, uniforme, reprenant le style des maisons de ville érigées juste avant la guerre.
L'aménagement des logements répond à une logique fonctionnaliste, conforme aux principes du Ministère de la Reconstruction et de l'Urbanisme. La superficie des pièces à vivre ne peut être inférieure à 9 m2, et les espaces sont clairement différenciés. Les habitants bénéficient d'un certain confort moderne (eau courante et toilettes intérieures, câblage électrique enterré en partie). 

#### Les autres équipements publics

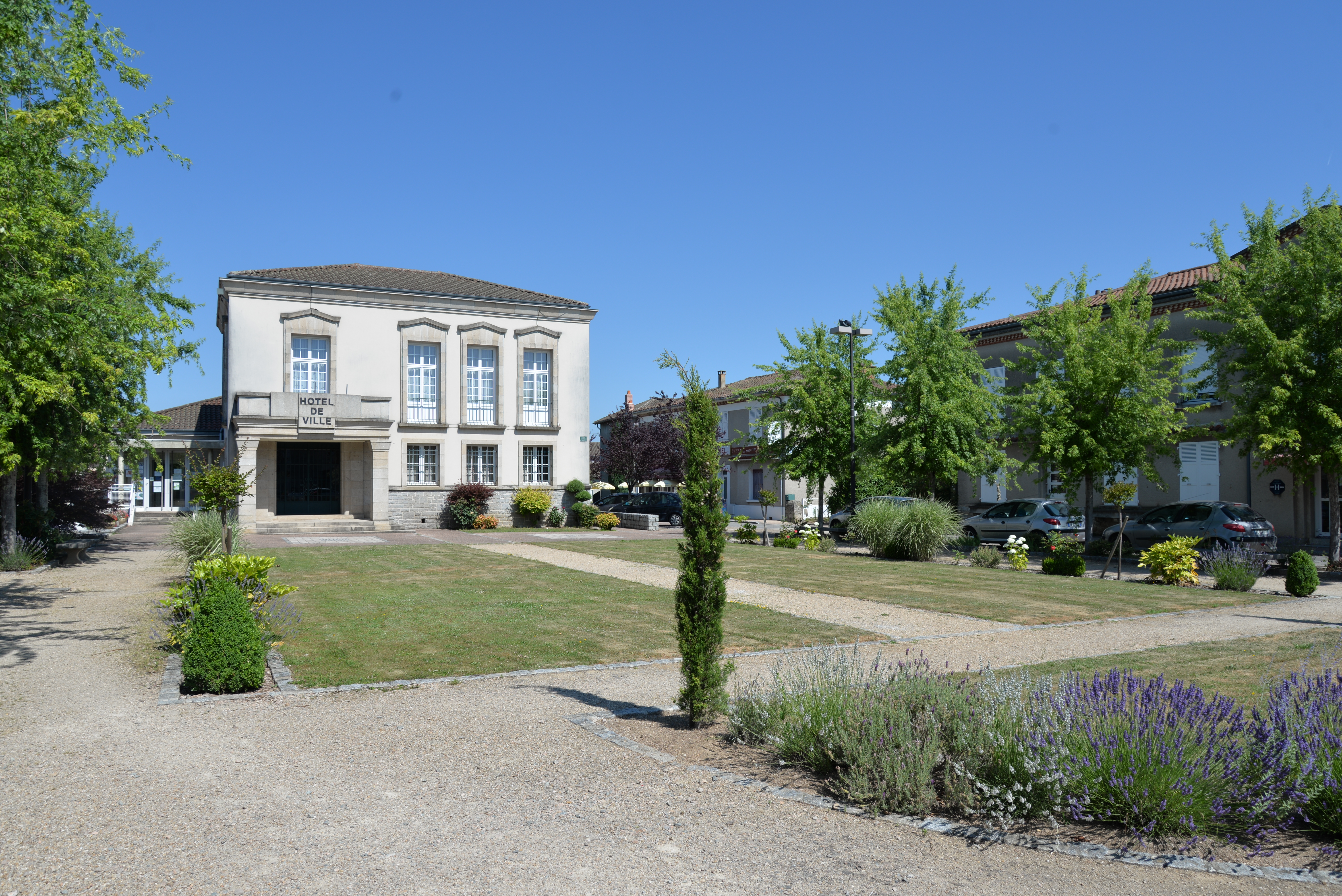
L'hôtel de ville.

#### Monument «Aux martyrs d'Oradour»

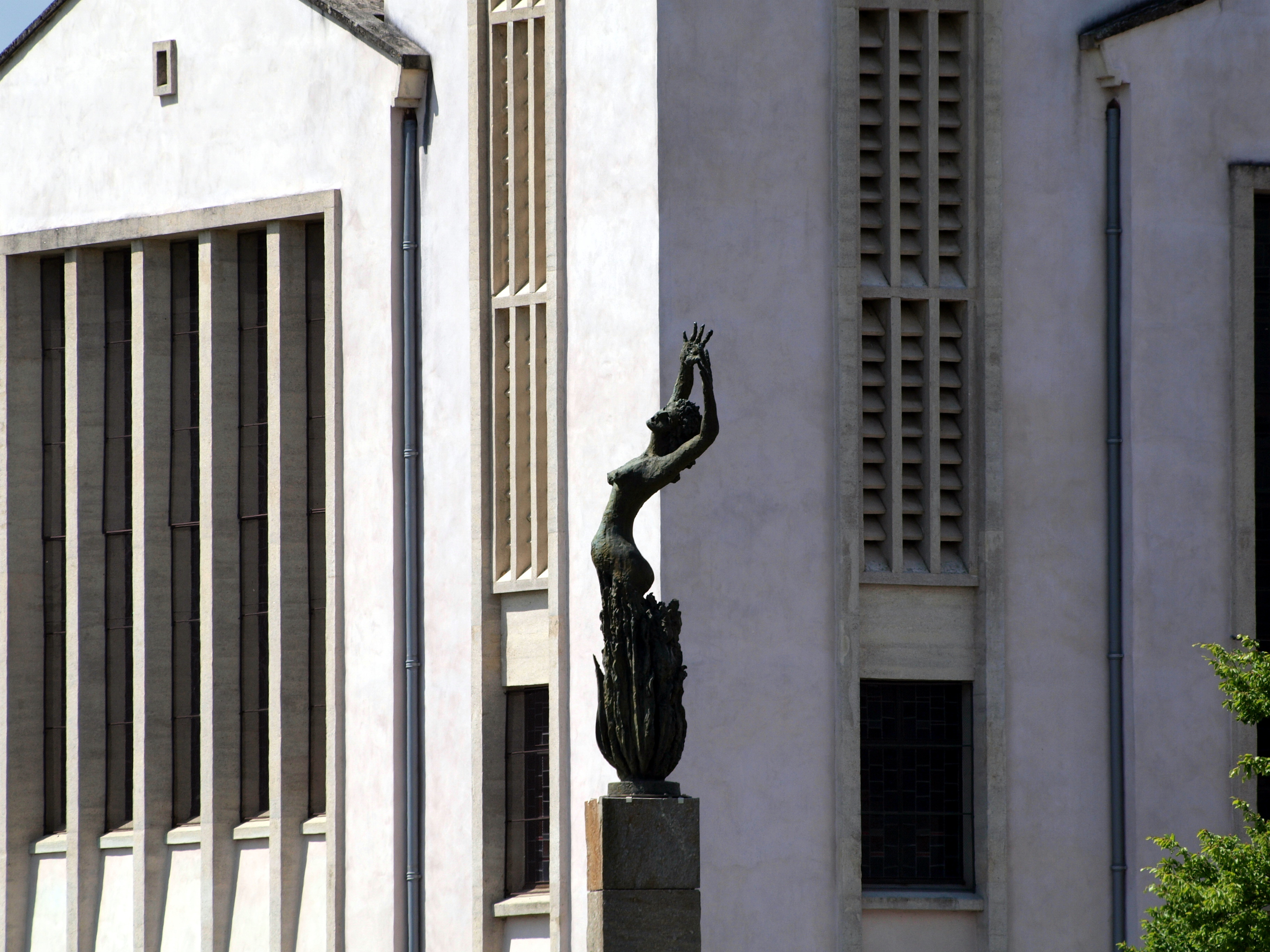
La sculpture de Fenosa.

Au début de l'automne 1944, le Comité départemental de Libération de la Haute-Vienne commande au sculpteur espagnol Apel·les Fenosa la fabrication d'une œuvre commémorative pour le bourg d'Oradour. Ce dernier, républicain, vit en exil en France à partir de 1939, fuyant le franquisme, après s'être expatrié une première fois à Toulouse puis Paris dans les années 1920. Lié à Jean Cocteau et Pablo Picasso, il bénéficie notamment de la protection de la famille D'Albis, à Limoges, et réalise des pièces de porcelaine pour l'entreprise Haviland, avec laquelle les D'Albis sont en famille. La sculpture, qui a vocation à prendre place en Haute-Vienne, est réalisée durant l'hiver suivant, à Paris. La fonderie Rudier en réalise un premier exemplaire. L'œuvre représente une femme, nue, probablement enceinte, les bras levés vers le ciel dans une expression d'effroi, le bas du corps mangé par les flammes.
Exposée au Salon des surindépendants de 1945, l'œuvre rencontre des critiques plutôt positives du milieu de l'art et de la presse, mais suscite un écho bien plus froid en Limousin : l'évêque de Limoges, Louis Paul Rastouil, s'insurge contre cette représentation de la maternité outragée, adoptant une lecture essentiellement « iconographique », « anatomique », « païenne » et « paillarde », et non symbolique de l'œuvre. Selon Bertrand Tillier, le refus d'installer la statue à Oradour, qui répond aussi au refus de modification du village martyr, en fait un « non-lieu de mémoire ». Après avoir été temporairement exposée dans le jardin municipal de Limoges, la sculpture entre dans les collections du Musée national d'Art moderne en 1948, par l'action de Jean Cassou, qui l'installe dans son hall en retirant toute référence à Oradour, avant qu'elle ne gagne finalement les réserves en 1965. En 1980, l'œuvre est réattribuée à Oradour sur décision ministérielle, puis finalement installée à Limoges, sur le carrefour qui porte le nom d'Oradour, à la sortie ouest de la ville, sans cartel explicatif. En 1995, sa maquette est exposée à Oradour, dans le cadre de la préfiguration du Centre de la mémoire. Replacée dans son contexte, elle prend place en 1999 entre l'église et l'entrée du village martyr.

## Études et valorisation

### Travaux de recherche
La reconstruction du bourg d'Oradour est intégrée à un projet de recherche universitaire, Histoire de l'art, des représentations et de l'administration
dans l'Europe moderne et contemporaine (Histara), et précisément à l'un des axes de ce projet, porté par Emilie d'Orgeix, professeure à l'École pratique des hautes études, et financé par la Direction régionale des affaires culturelles de Nouvelle-Aquitaine.

### Valorisation du patrimoine
Jean-Jacques Fouché estime que le nouveau bourg est longtemps resté à l'écart de la fréquentation des visiteurs du village martyr, en raison de son architecture contemporaine jugée peu intéressante, et surtout de l'aura des ruines.
La grande homogénéité architecturale du bourg lui vaut une labellisation « Patrimoine du XXe siècle », officialisée par arrêté du 8 octobre 2007.
En 2016, la municipalité d'Oradour élabore une exposition thématique consacrée à la construction du bourg, à travers 32 panneaux disséminés dans les rues et des œuvres d'art exposés dans une salle communale, dont plusieurs sont le fait d'artistes réputés, comme Louis Aragon et Pablo Picasso.

## Galerie

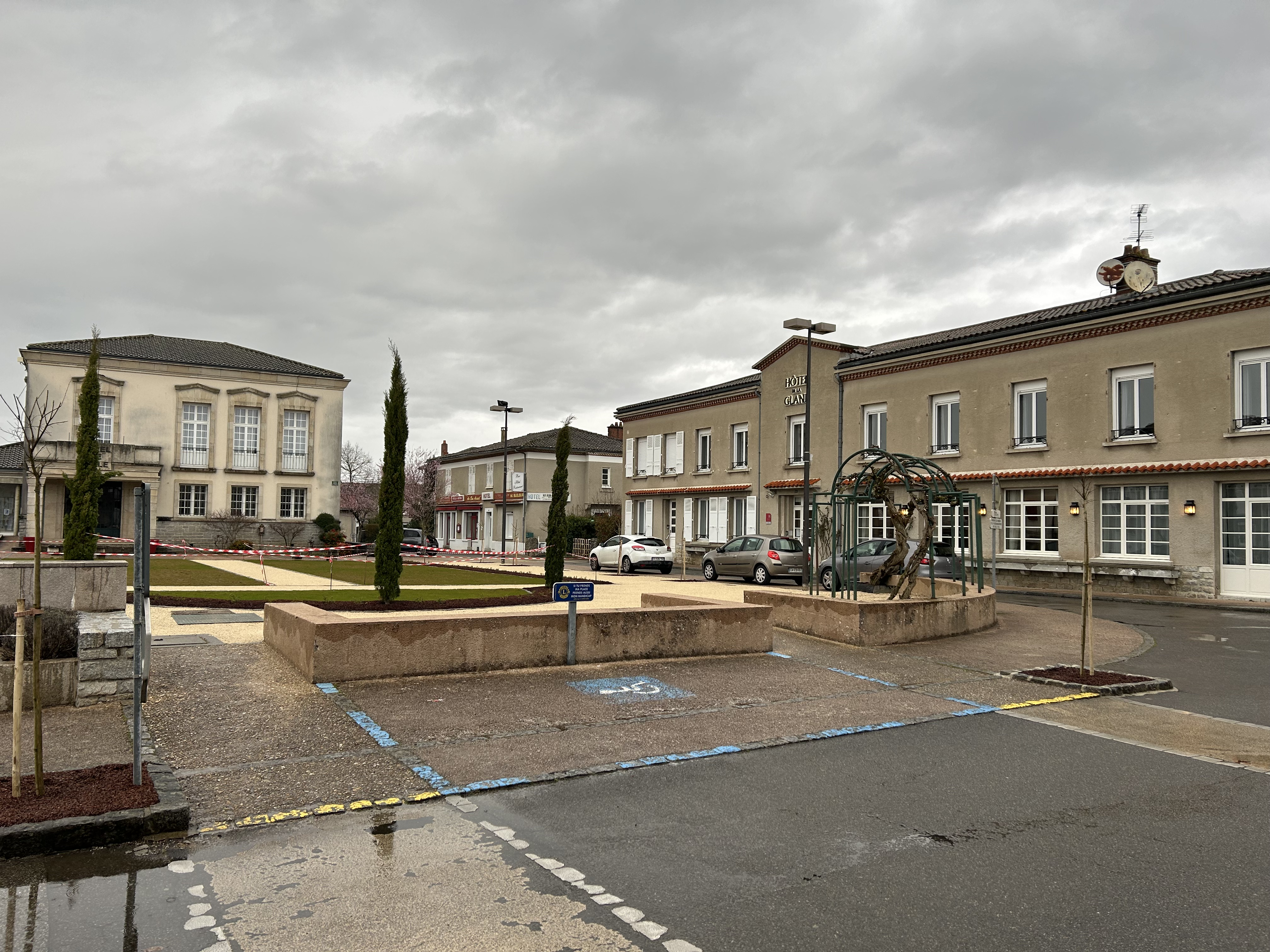
La place principale.
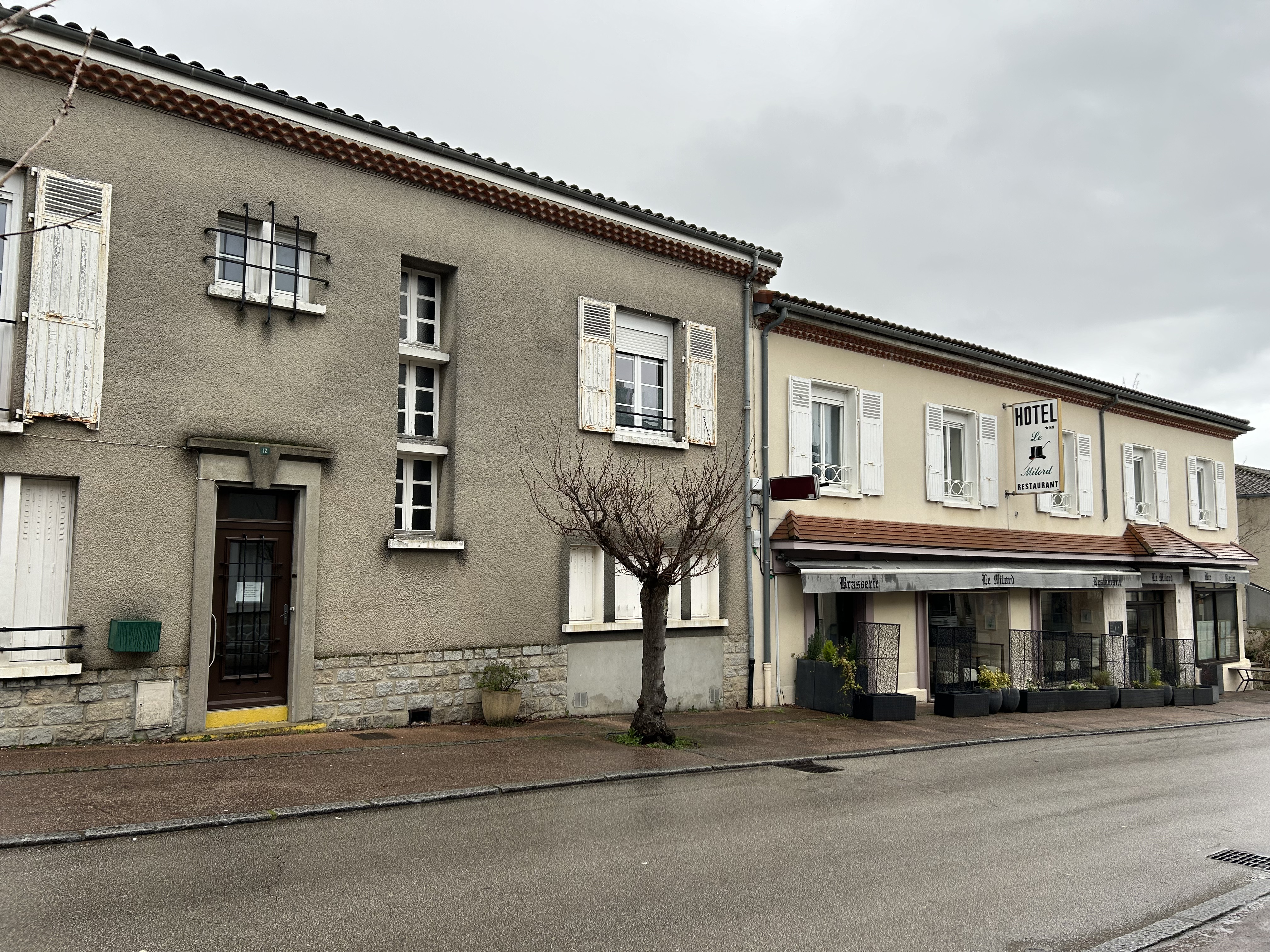
Maison d'habitation et commerce sur l'avenue principale.
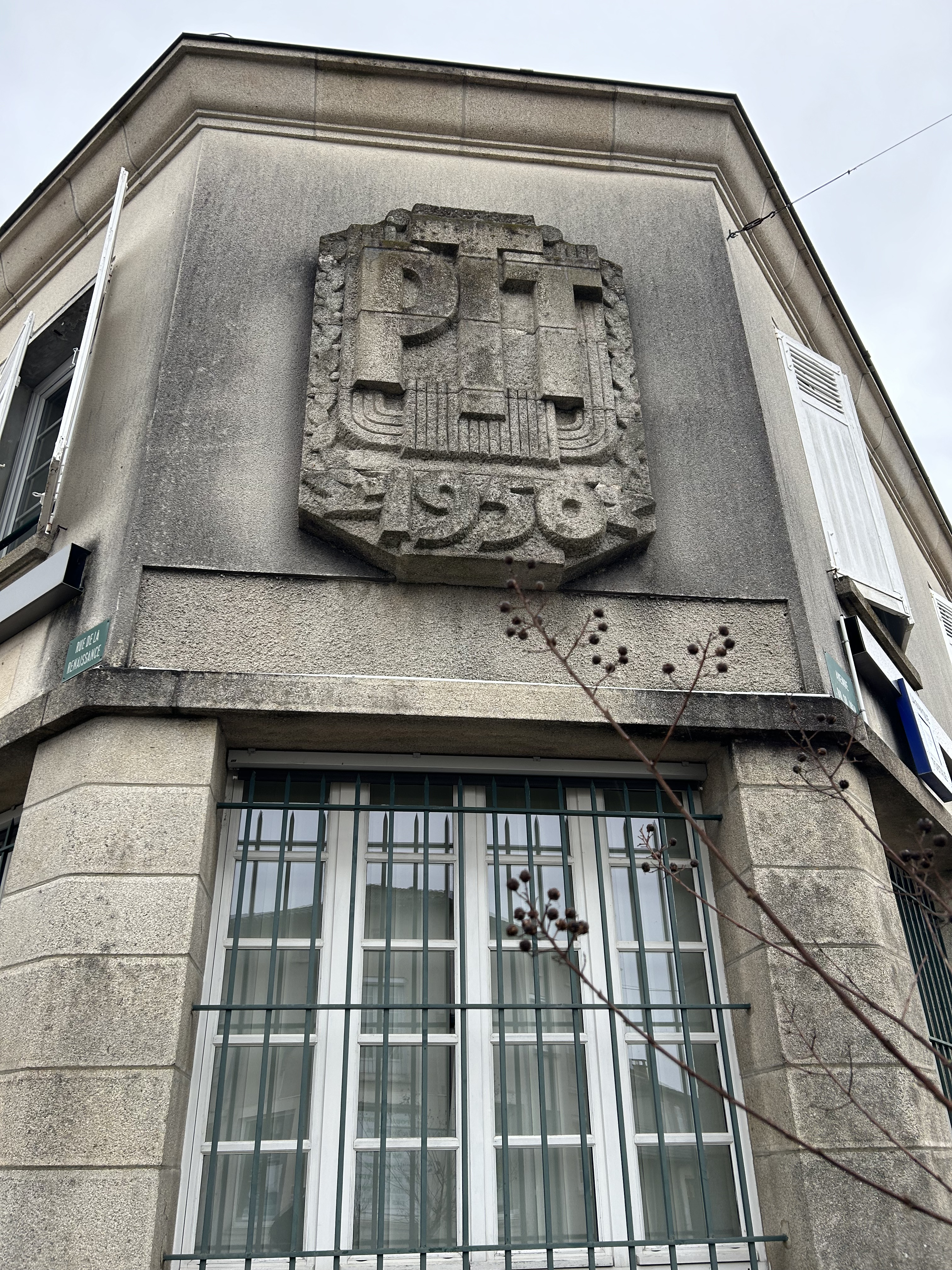
Bureau de poste.

#### Témoignages
- Robert Hébras et Laurent Borderie, Avant que ma voix ne s’éteigne, Paris, Elytel, 2014, 128 p. (ISBN 978-2-917182-09-3).

#### Travaux de recherche
- Dominique Danthieux et Philippe Grandcoing, Oradour après Oradour : Conserver – Reconstruire – Commémorer, Limoges, Culture & Patrimoine en Limousin, 2015, 129 p. (ISBN 9782911167881).

#### Autres
- Elisabeth Essaian, La construction du nouveau bourg d'Oradour-sur-Glane : Document de l'exposition du Centre de la mémoire, Centre de la mémoire en préfiguration et Conseil général de la Haute-Vienne, 1997, 15 p.